# Josep Domènec i Coll
Josep Domènec i Coll (Barcelona, 29 de gener de 1832 - 18 d'abril de 1901), fou un jurista, Comandant de nombre de l'Orde d'Isabel la Catòlica, catedràtic d'Hisenda pública i Estadística, d'Economia Política, i degà de la Facultat de Dret de la Universitat de Barcelona. Va ser president de l'Ateneu Barcelonès.

## Biografia
Era fill de Josep Domènech, natural de Barcelona, i de Maria Coll, natural d'Alella (Barcelona).
Va estudiar filosofia a la Universitat de Barcelona i va obtenir el títol de batxiller el 13 juliol 1848. Es va llicenciar a la Facultat de Filosofia, el 23 juny 1856, i en la Facultat de Jurisprudència, el 29 maig 1857.
El 29 de juny de 1859 va obtenir el doctorat en Dret administratiu amb la qualificació d'excel·lent.

## Activitat acadèmica
El 13 d'abril de 1858 fou nomenat encarregat de la càtedra d'"Ampliació del Dret administratiu amb aplicació a la Hisenda Pública i a la legislació de Duanes comparada", a la Universitat de Barcelona. Cinc mesos més tard ja va ser l'encarregat de la càtedra d'"Institucions d'Hisenda Pública d'Espanya" per Reial Ordre de 30 de setembre de 1858.
Des de l'1 de maig de 1864 va passar a ser catedràtic supernumerari de la Facultat de Dret, i vicesecretari de la Facultat de Dret de la Universitat de Barcelona des del 19 de setembre de 1864 a l'11 de febrer de 1869.
Catedràtic numerari d'"Institucions d'Hisenda Pública d'Espanya" de la Universitat de Barcelona des del 10 de juliol de 1865.
A partir d'aquesta data comença la seva col·laboració en temes econòmics al Diari de Barcelona, des d'on tractava principalment sobre els pressupostos de l'estat.
El 25 de setembre de 1884 és catedràtic numerari d'"Elements d'Hisenda Pública", d'"Economia política i Estadística" i "Hisenda Pública" el 28 juliol 1892.
A partir del 9 maig 1897 esdevé el degà de la Facultat de Dret de la Universitat de Barcelona fins a la seva mort produïda a Barcelona el 18 abril 1901.

## Altre càrrecs
Va ser soci de la "Societat i Econòmica d'amics del país", des del 23 de desembre de 1856-1859. Poc després fou nomenat per la Diputació de Barcelona vocal de la junta provincial d'instrucció primària, i membre de la Comissió provincial d'Estadística de Barcelona des de 1873.
Va ser nomenat regidor honorari perpetu de la ciutat de Barcelona per acord de l'Ajuntament el 20 d'abril de 1870. Un any més tard, el 22 d'octubre de 1871, fou nomenat Comandant de nombre de l'Orde d'Isabel la Catòlica.
L'Acadèmia de Dret Administratiu de Barcelona el va nomenar vicepresident el 24 maig 1876, i fou també vicepresident el 24 maig 1884. de l'Acadèmia de Jurisprudència i Legislació de Barcelona.
Era membre de l'Ateneu Barcelonès i va formar part de la junta de 1872-1873 com a responsable de la biblioteca. Durant els mandats 1891-1892 va ocupar el càrrec de president, al qual va accedir amb un discurs inaugural pronunciat el 7 de desembre de 1891 sobre les hisendes públiques i les mesures per acabar amb el dèficit de recursos de l'estat, un problema que no era exclusiu de l'estat espanyol i del qual se'n lliuraven països com Bèlgica i Suècia. Domènec recomanava la reducció de la despesa pública en períodes de bonança com a via per a poder afrontar les situacions de crisi o emergència.

## Obra escrita
- Discurs de doctorat: La distribució dels impostos ha de ser proporcional o progressiva?. Madrid, Impremta de Teulada, 1859. (Versió digital)
- Monografia sobre l'impost de cèdules personals a la revista "Crònica de negocis".
- Lliçó inaugural de l'any acadèmic 1891-1892 a l'Ateneu Barcelonès.
- "Concepte de la ciència econòmica, judicis erronis a què ha donat lloc i problemes que ha de resoldre amb el concurs de les altres ciències socials". Discurs inaugural del curs acadèmic de 1892-1893 davant el claustre de la Universitat de Barcelona. Impremta de Jaume Jepús, 1892. (Versió digital)
- Programa de l'assignatura "Elements d'Hisenda Pública", Universitat de Barcelona, 1897.